# Výsluní (železniční zastávka)
Výsluní je železniční zastávka dva kilometry severně od stejnojmenného města v okrese Chomutov. Leží v km 5,266 neelektrizované jednokolejné regionální dráze Chomutov–Vejprty.

## Historie
Železniční stanici vybudovala společnost Buštěhradská dráha (BEB) a byla uvedena do provozu společně s dráhou 12. května 1872 a přeshraniční provoz do Saska byl zahájen 3. srpna 1872. Provoz na trati do Reitzenhain byla zahájena 23. srpna 1875. Původní název stanice Sonnenberg byl v roce 1918 změněn na Suniperk. Po ukončení druhé světové války v letech 1945–1953 nesla název Suniperk v Krušných horách a od roku 1953 Výsluní.

## Výpravní budova
Výpravní budova byla postavena podle typizovaného plánu pro trať Chomutov–Vejprty, jehož autorem byl architekt Saturnin Heller, inženýr-asistent stavební kanceláře BEB (1872–1875) a žák Jozefa Zítka. Patrová zděná omítaná budova s valbovou střechou byla členěna lizénami a mezi patry kordonovou římsou. Fasáda měla pět okenních os. Obdélná okna v plochých šambránách byla v přízemí zakončena segmentovým obloukem, v patře byla obdélná okna. Průčelí mělo hrubou omítku.